# Kamieńczyk (Dolnoslezské vojvodství)
Kamieńczyk, do roku 1945 německy Steinbach, je vesnice v jihozápadním Polsku, v Dolnoslezském vojvodství, v okrese Kladsko, ve gmině Mezilesí. V roce 2011 zde žilo 63 obyvatel. 

## Poloha
Obec se nachází na jižním okraji Bystřických hor na hranici s Českou republikou, v nadmořské výšce od 500 do 670 m n. m., asi 4,5 kilometru jihozápadně od sídla gminy, Mezilesí. Má horský charakter lesní lánové vsi, táhnoucí se přes 3 kilometry. Jedná se o chudší vesnici, většina místních budov je ve špatném stavu a mnoho domů již neexistuje, což dokazují jeijch ruiny nebo pouze zbytky základů pokryté náletovými rostlinami. Ve vesnici se však dochovalo několik chalup sudetského stylu s typickými kladskými verandami z konce 18. století, které jsou příkladem venkovské architektury. Nachází se zde také kamenný pomník z počátku 20. století s deskou připomínající padlé vojáky z vesnice, dřevěná kaplička u cesty s figurkou Madony a filiální kostel sv. Michaela Archanděla.V okolí obce se nachází rozsáhlé zemědělské plochy a horské louky, střídané lesy.
Sousedními sídly jsou polské obce Smreczyna na severozápadě, Boboszów na jihovýchodě a české obce Mladkov na jihu a České Petrovice na západě. Západně od obce se nachází hraniční přechod Mladkov-Petrovičky – Kamieńczyk.

## Historie
Jako obec byl Kamieńczyk zmíněn poprvé již v roce 1267 nebo 1269. Vesnice byla založena ve 2. polovině 16. století bratry Davidem a Michaelem Tschirnhausovými a v roce 1564 byla zmiňována jako rytířský majetek. Až do 17. století se v okolí těžily kovové rudy, která se tavily v místní huti. Ve spodní části obce se nacházejí pozůstatky těžebních prací po dvou nečinných kamenolomech.
Po Slezských válkách připadl podle Hubertusburského míru v roce 1763 spolu s celým Kladským krajem k Prusku. Po reorganizaci Pruska patřil od roku 1815 k provincii Slezska a byl nejprve začleněn do hrabství Kladsko. V roce 1818 byl zařazen do bystřického okresu, ke kterému patřil až do roku 1945.Na konci 19. století měl Kamieńczyk přes 500 obyvatel, později se však vesnice postupně vylidňovala. Ve 40. letech 20. století se zde v místní budově nacházela strážnice Pohraniční stráže (tzv. WOP), která však již nestojí. Do roku 1958 stála u cesty poblíž kostela hasičská zbrojnice s vysokou dřevěnou věží pokrytou deskami, dnes je na jejím místě malé parkoviště. Největší památkou je dřevěný kostelík s barokními prvky, krytý šindelem, jeden ze čtyř podobných v Kladsku, který byl postaven v roce 1710 jako pohřební kostel u místního hřbitova, který ovšem není již více než půl století používán. Nachází se zde však několik hrobů z doby před rokem 1945 se zdobenými rytinami a vícebarevnými nápisy, většinou v němčině.
Do 60. let 20. století fungovaly ve vesnici dvě kovárny a vodní mlýn, jehož budova se nacházely na začátku vesnice u tunelu pod železniční tratí, po pravé straně cesty. Jedny z prvních rodin, které se po druhé světové válce v Kamieńczyku usadily, byly rodiny Aksamitů, Puziů, Zubků, Harasińských a Kozinů. Jedinou neodsunutou rodinou sudetských Němců byla rodina Braunerů, která v 50. letech 20. století odjela do Německa.
V letech 1975–1998 obec administrativně náležela k Valbřišskému vojvodství.

## Památky
Do vojvodského seznamu památek jsou v obci zapsány tyto objekty:
- Dřevěný filiální kostel sv. Michaela Archanděla s barokními prvky z roku 1710
- Dům č. 9, dřevěnka, z 19. století
- Dům č. 10, dřevěnka, z počátku 19. století

### Další památky:
- Kamenná socha před kostelem – motiv Ukřižování z druhé poloviny 18. století
- Lidové výjevy a obrazy malované na skle tvořící pozoruhodný umělecký celek

### Turistické značky
Obcí prochází dvě turistické značky. Žlutá  vedoucí od města Mezilesí směrem ke hraničnímu přechodu a dále na obec Lesica, a zelená  začínající u místního kostela, která vede směrem na obec Niemojów.

## Galerie

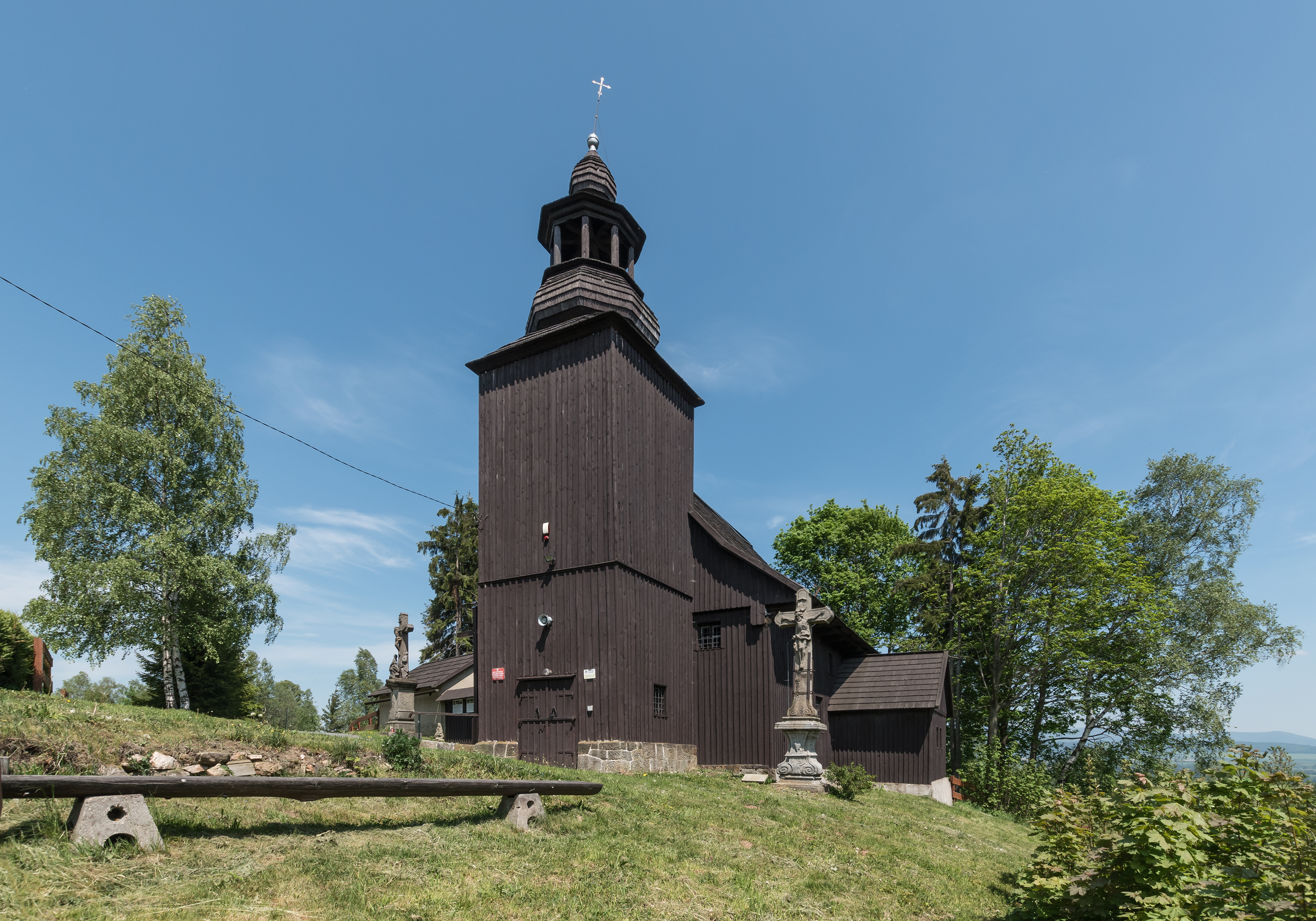
Dřevěný kostel sv. Michaela Archanděla
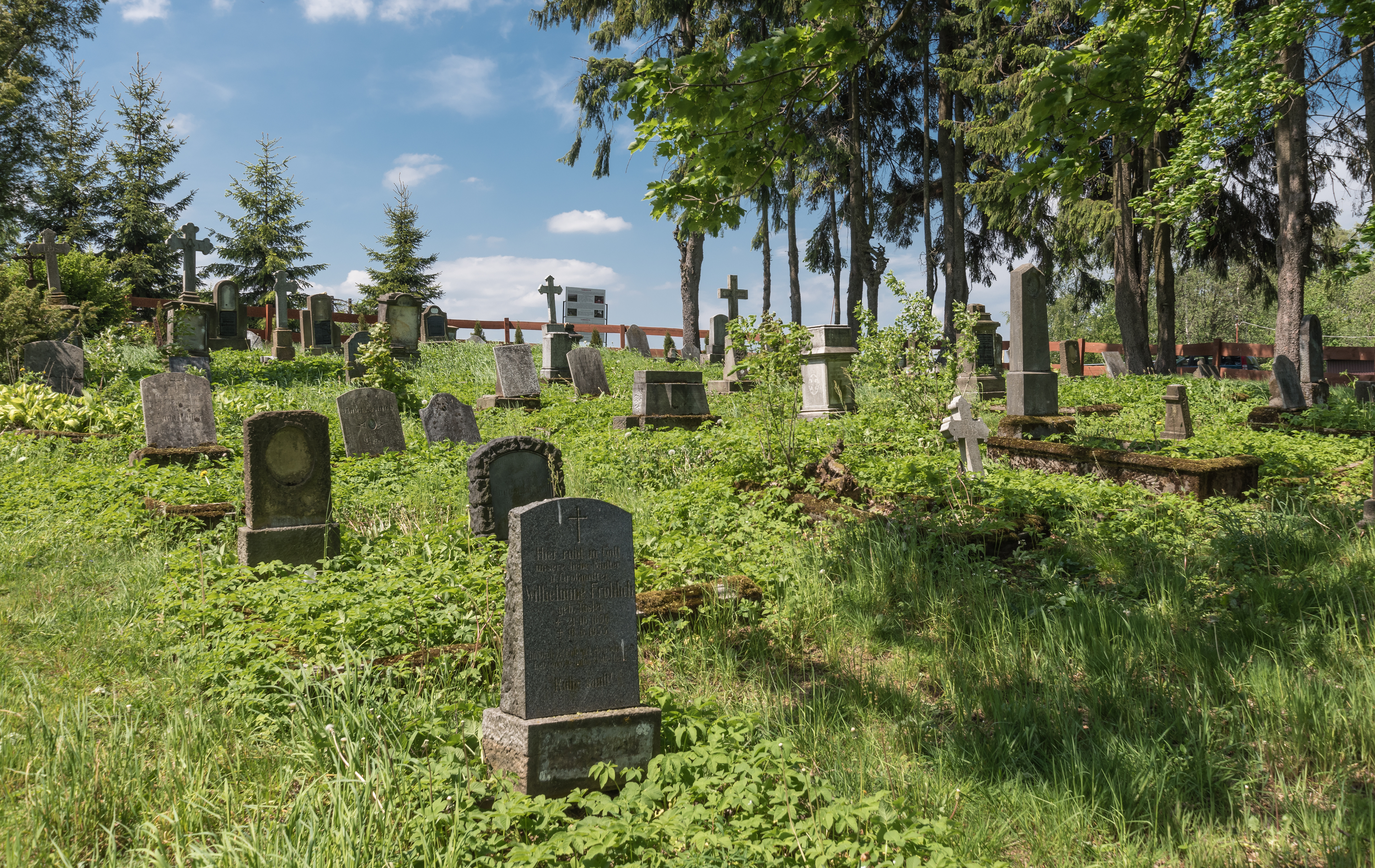
Hřbitov
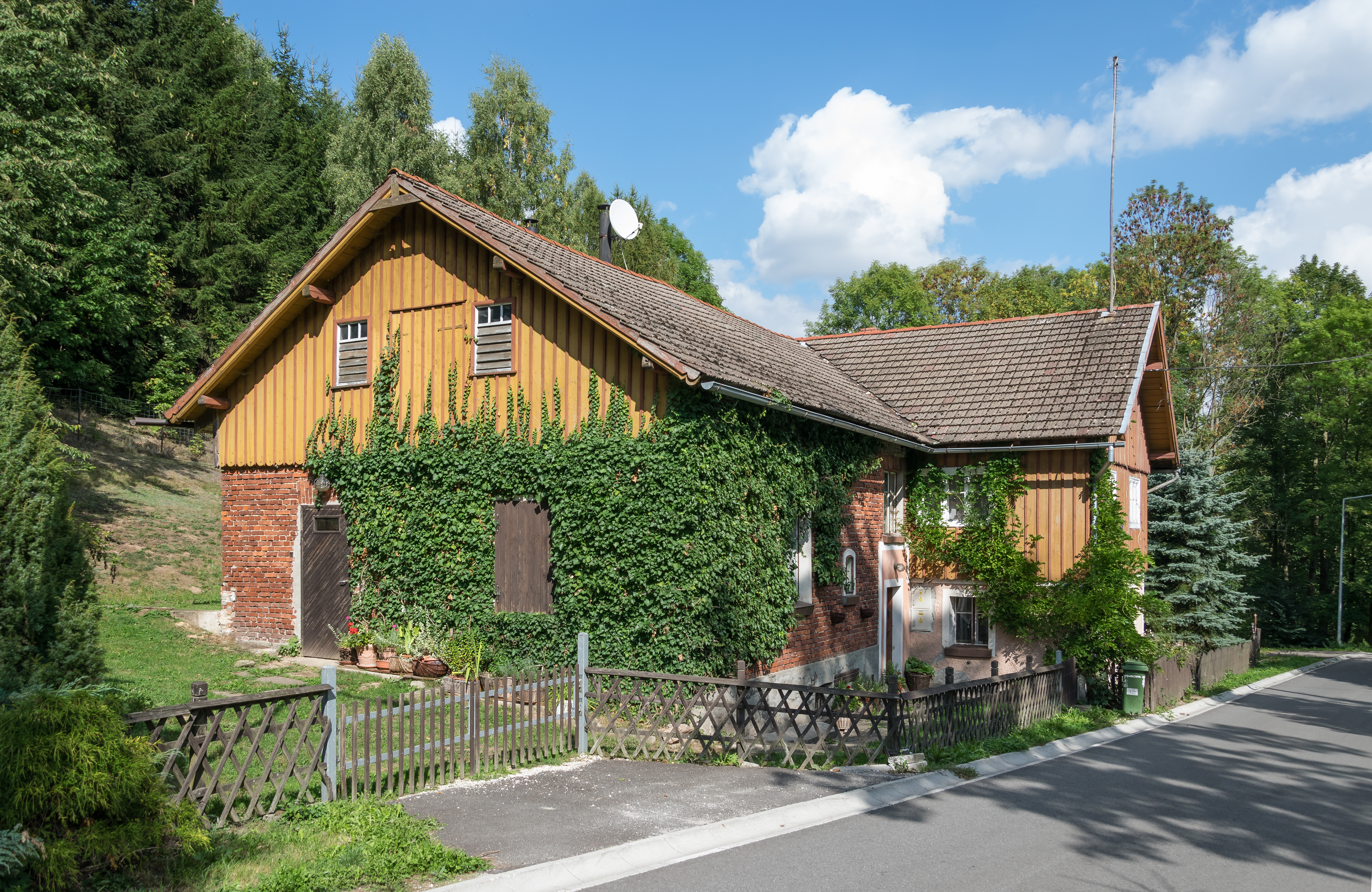
Dům č. p. 9
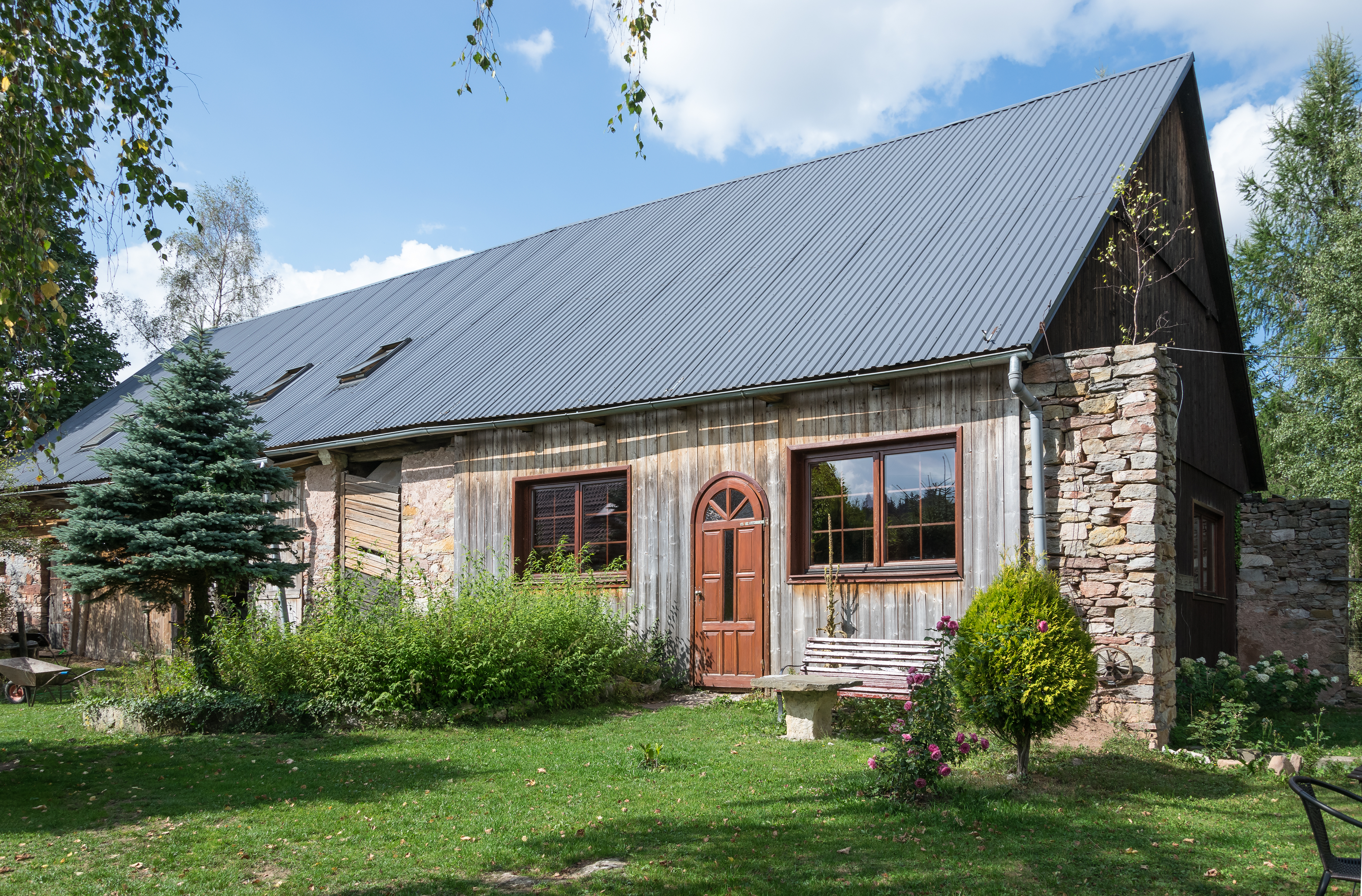
Dům č. p. 10
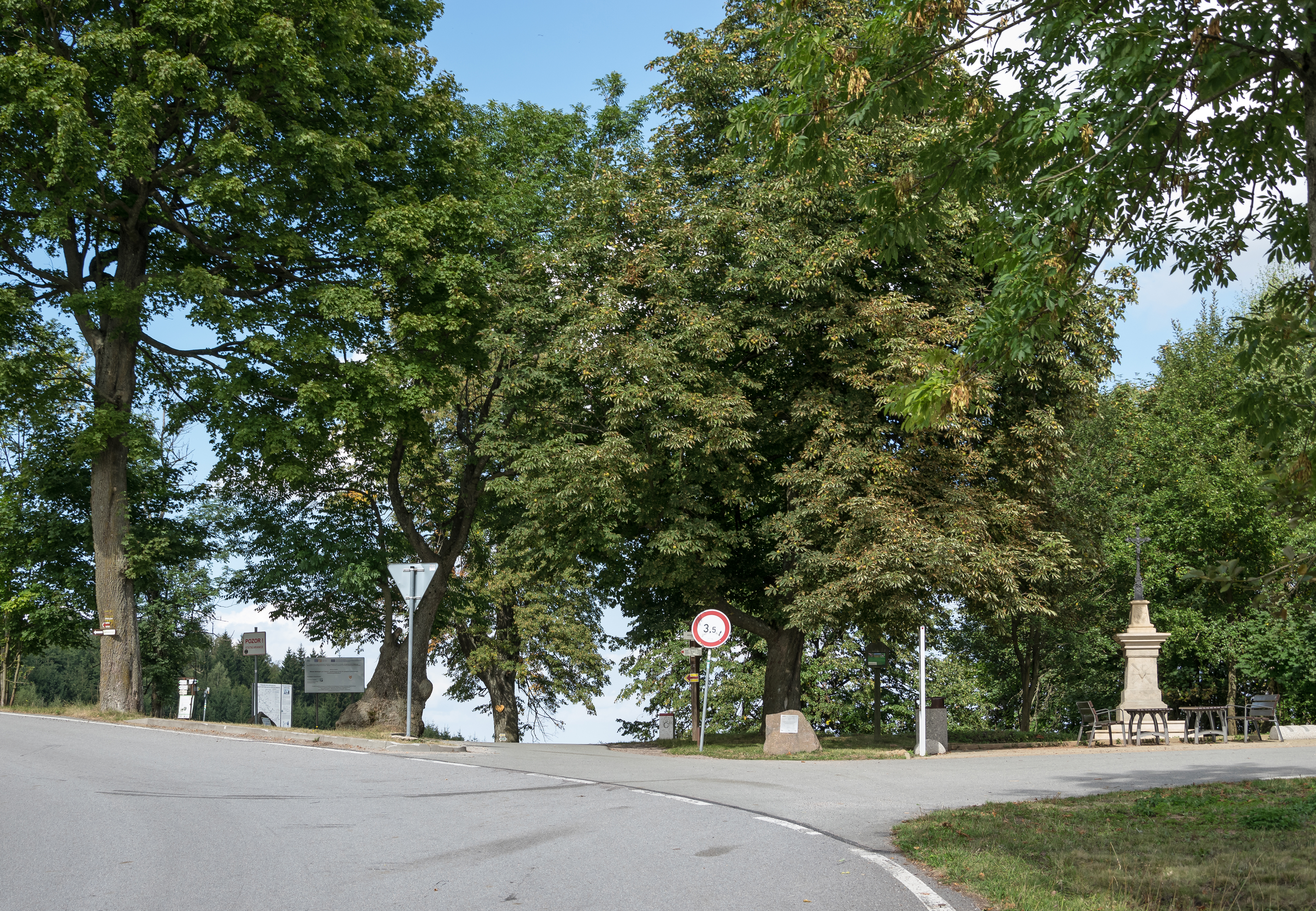
Hraniční přechod Mladkov-Petrovičky a Kamieńczyk
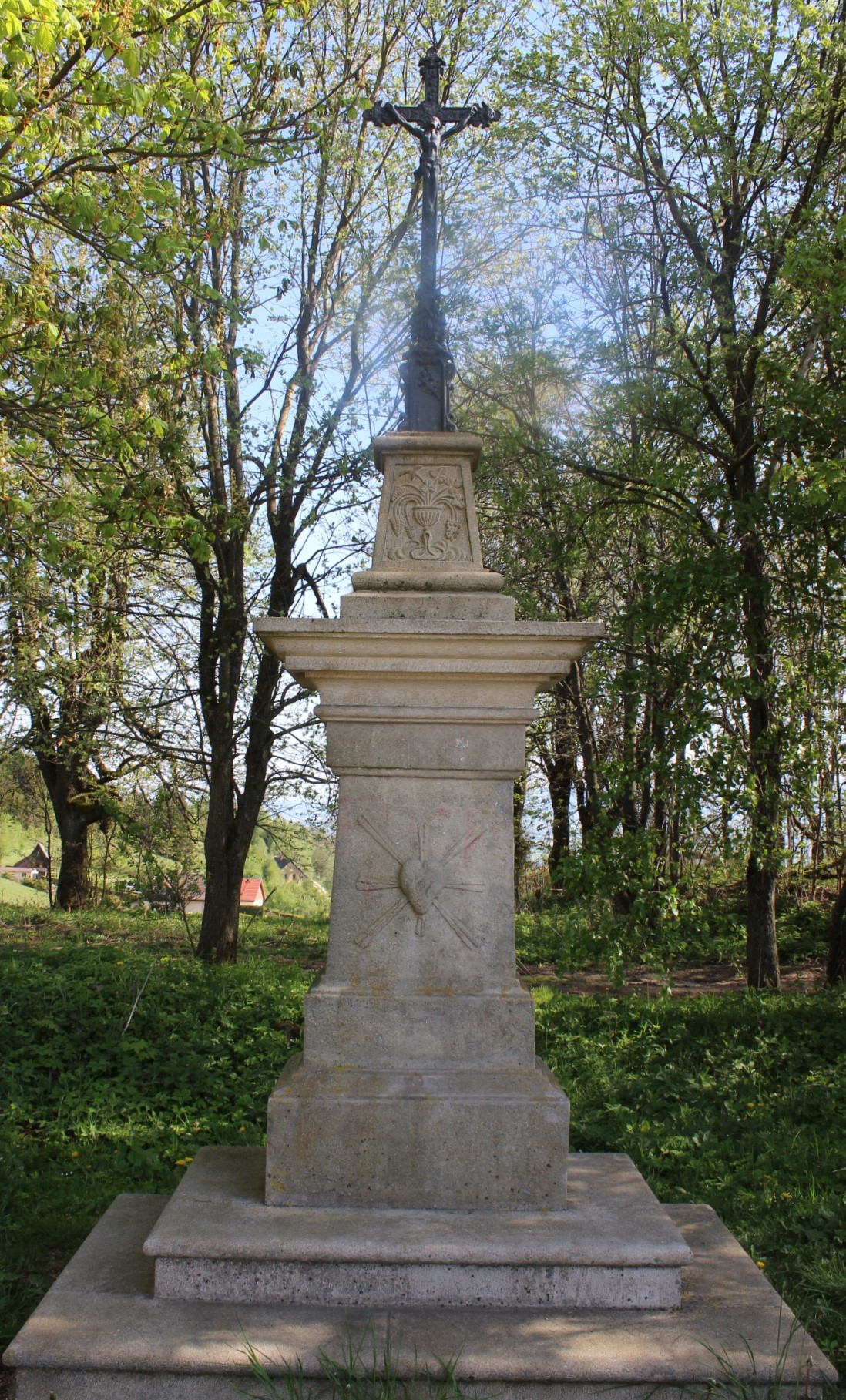
Kříž v obci